# تان (رون)
شهر تان (به آلمانی: Tann) در ایالت هسن در کشور آلمان واقع شده‌است.

## نگارخانه

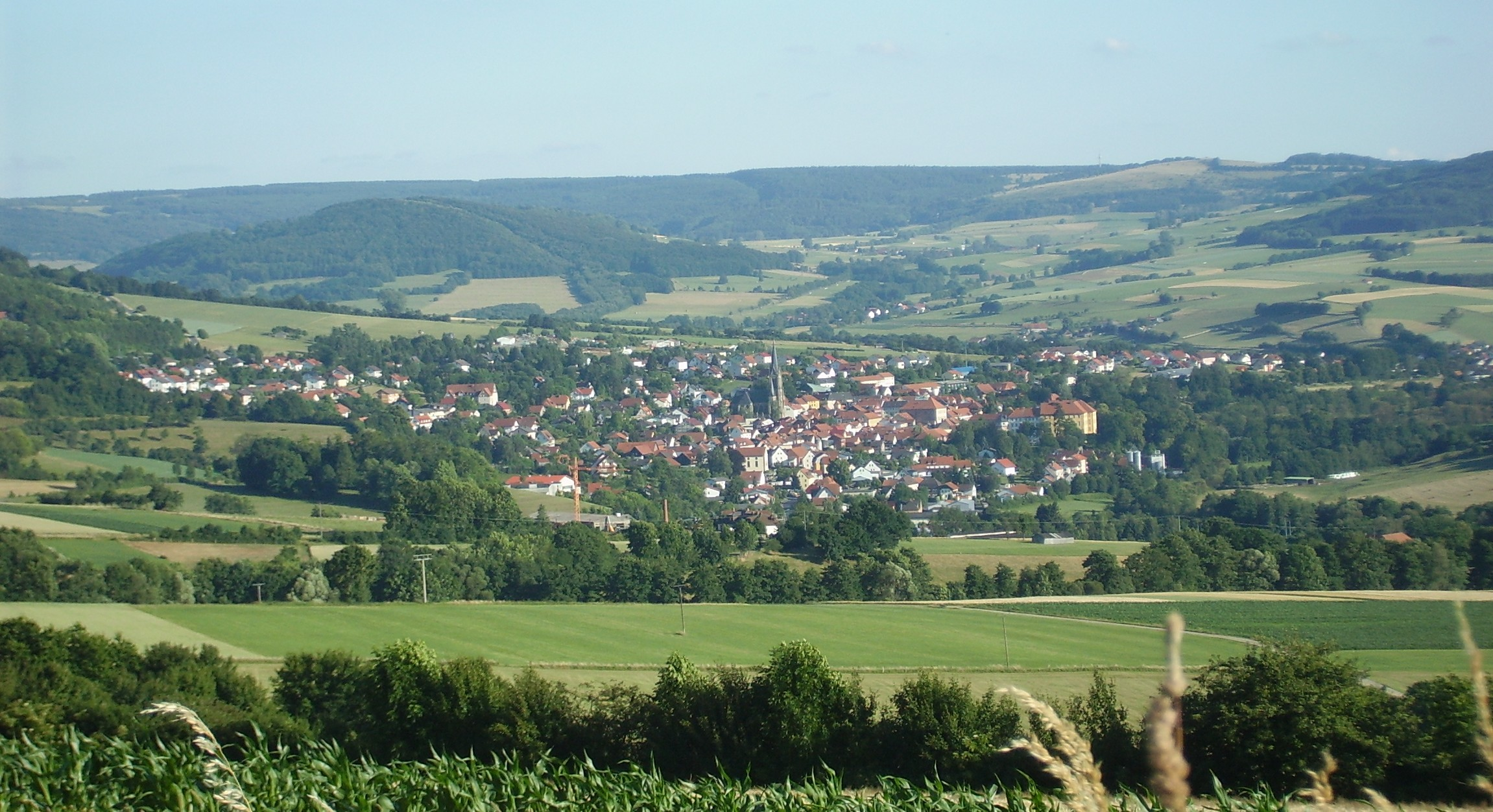
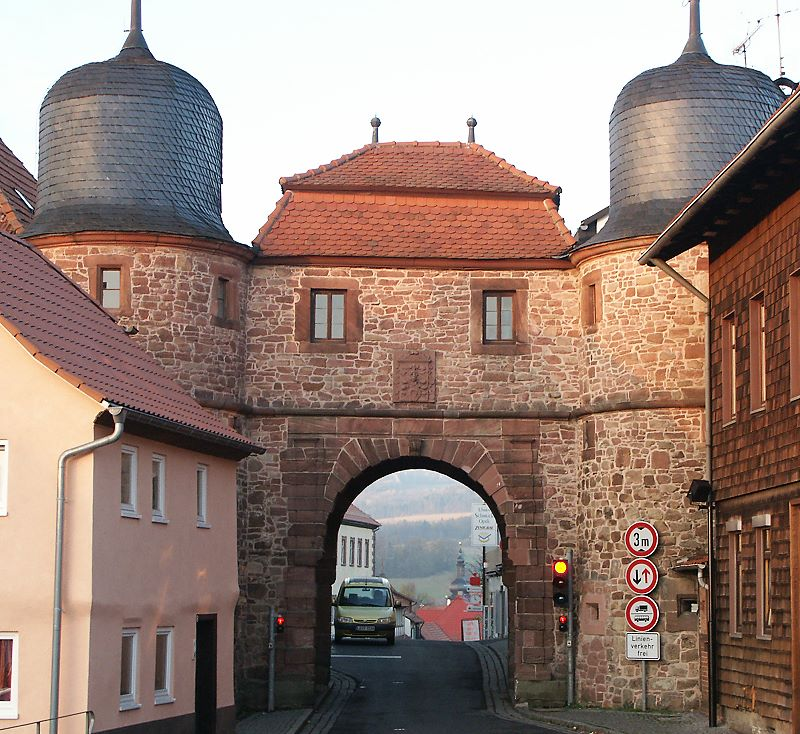